# Minsk
Minsk (Wit-Russisch: Мінск, ook wel Менск; Russisch: Минск) is de hoofdstad van Wit-Rusland. De stad telt ruim 2 miljoen inwoners en ligt in het centrum van het land. Minsk wordt van zuid naar noord doorsneden door de rivier de Svislotsj.
Minsk is een belangrijk verkeersknooppunt, waar de routes van Berlijn naar Moskou en van Noord-Europa naar Oekraïne elkaar kruisen. Het is de grootste stad van Wit-Rusland. Al in de 11de eeuw was deze stad een belangrijk centrum op de handelsroute van de Oostzee naar de Zwarte Zee. In een veelbewogen tijd, werd de stad volledig verwoest tijdens de Tweede Wereldoorlog. Na de wederopbouw is Minsk een centrum van handel en industrie geworden.

## Geschiedenis
Minsk was al in 1067 bekend als Mennesk. Sinds 1101 was de plaats hoofdstad van een onafhankelijk vorstendom, dat in 1129 onderdeel werd van Kiev. Aan het begin van de 14e eeuw werd de stad onderdeel van Litouwen en in de 16e eeuw werd Minsk een belangrijke handelsstad. Vanaf 1796 werd Minsk de hoofdplaats van Wit-Rusland, deel van het Russische Rijk sinds de Tweede Poolse Deling in 1793. In 1812 werd de stad door de troepen van Napoleon Bonaparte verwoest.
Minsk werd pas een belangrijke stad in de twintigste eeuw. In 1914-1915 was Minsk de zetel van het Russische opperbevel. In de jaren 10, 20 en 30 groeide de bevolking van de stad relatief sterk. Van 1919 tot 1920 was de stad bezet door Polen. In 1941 werd Minsk tijdens de Slag om Białystok-Minsk, onderdeel van Operatie Barbarossa, voor 95% verwoest. Van de in totaal 300.000 inwoners waren ongeveer 90.000 Joods. Tijdens de Tweede Wereldoorlog werd de Joodse bevolking van Minsk door de nazi's in het beruchte getto van Minsk opgesloten. In totaal werd het getto bevolkt door 100.000 mensen. De inwoners van het getto werden door de nazi's uitgeroeid. Slechts enkelen wisten de oorlog te overleven.
In 1944 telde de stad nog maar ongeveer 50.000 inwoners. Na de Tweede Wereldoorlog werd de stad herbouwd, met brede straten en grote parken. In de binnenstad werd het stratenpatroon vervangen door haakse straten en grote representatieve gebouwen. Na de Tweede Wereldoorlog nam de bevolking snel toe. Tegen 1959 bedroeg het inwonersaantal al 509.500 inwoners; tegen 1970 was dit 907.100.
In de jaren tachtig werd de metro van Minsk geopend en in 1982 volgde een nieuwe luchthaven.

## Geografie en klimaat

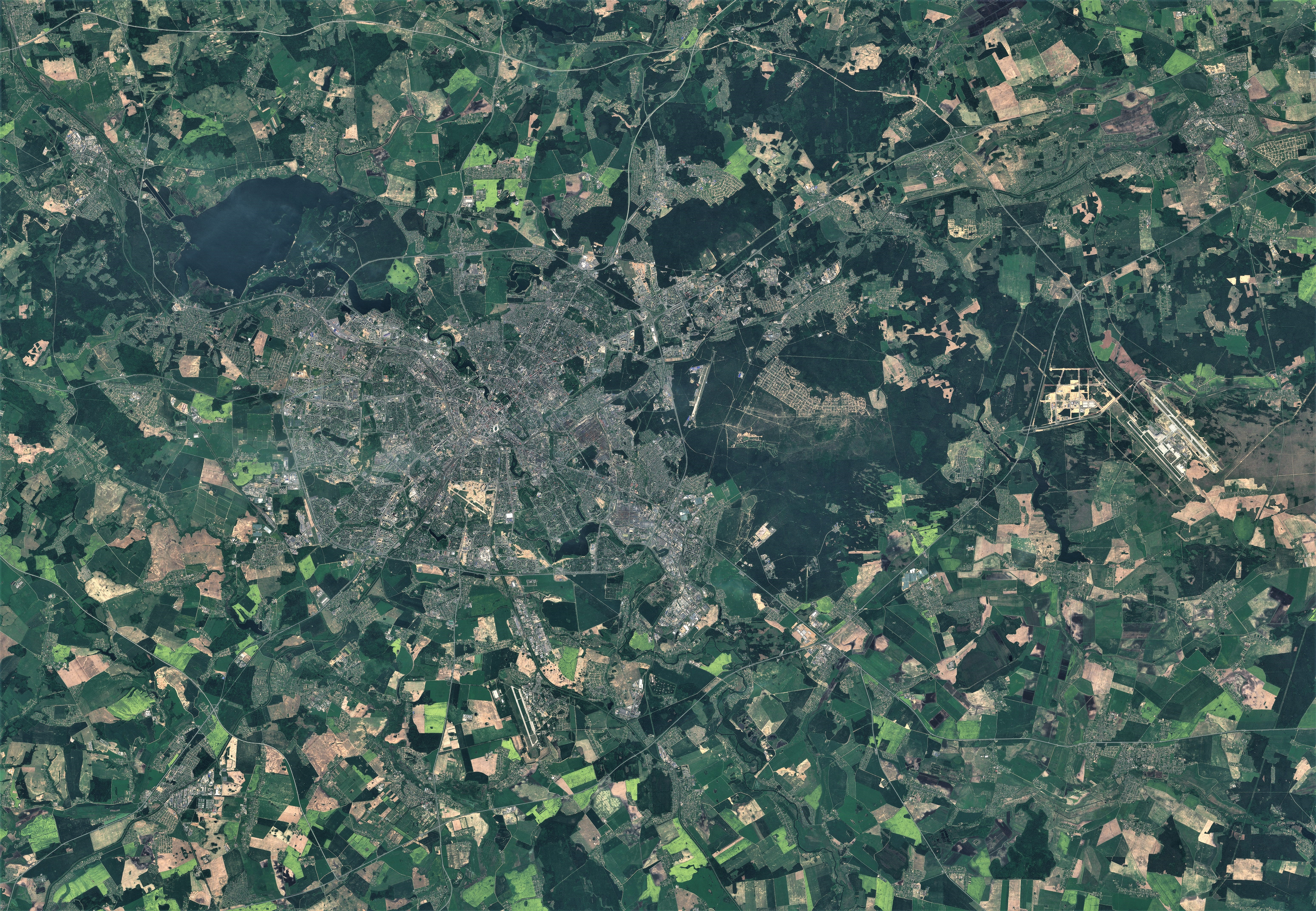
Satellietfoto

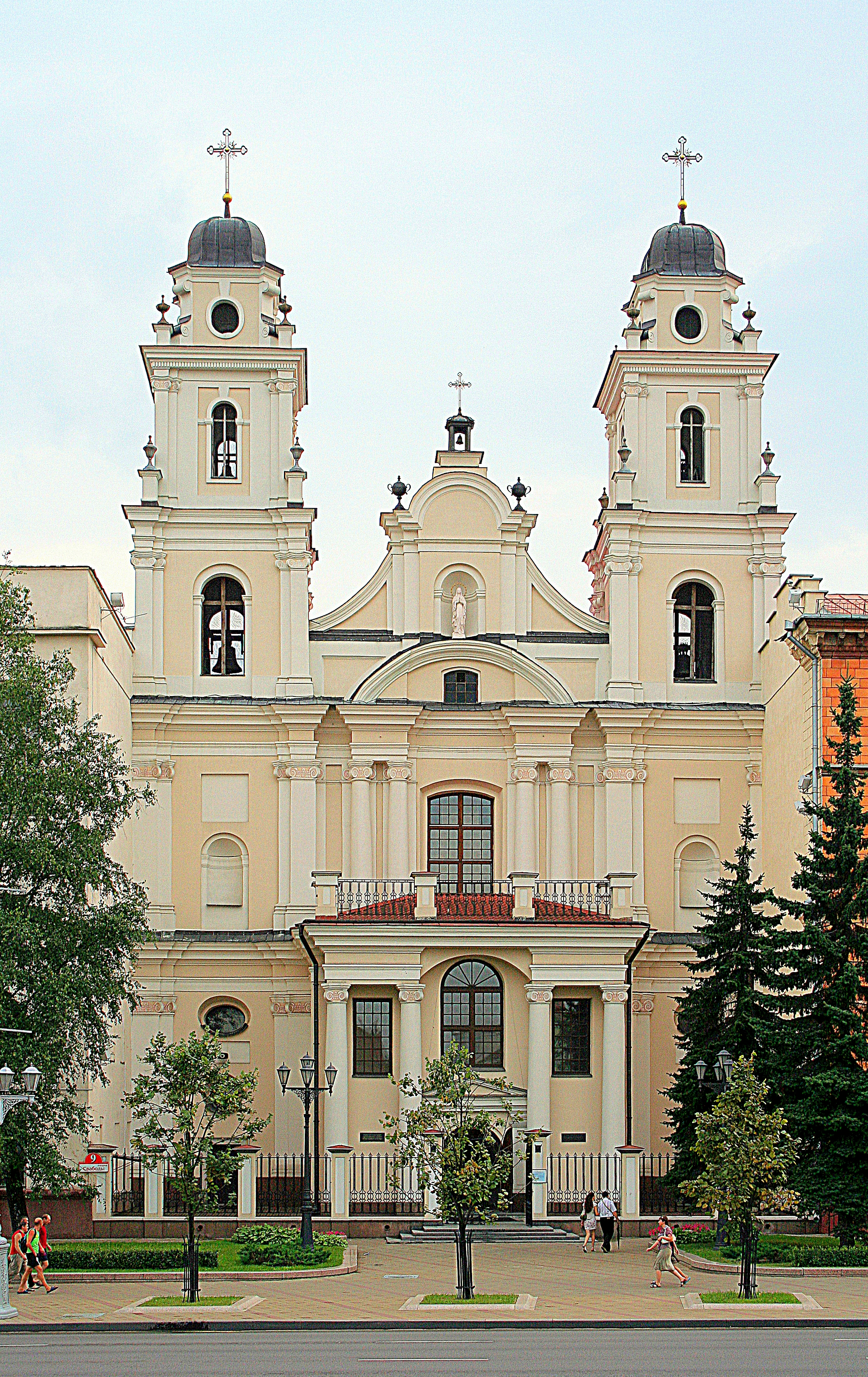
Kathedraal van de Heilige Maagd Maria (Minsk)

Minsk ligt op de zuidoostelijke hellingen van het plateau van Minsk, onderdeel van de Wit-Russische Rug, een gebied met glooiende heuvels dat loopt van het zuidwesten naar het noordoosten. De gemiddelde hoogte is 220 meter boven zeeniveau. Het landschap werd gevormd tijdens de twee laatste ijstijden. De rivier de Svislotsj, die de stad van noordwest naar zuidoost doorkruist, ligt in een oerstroomdal, een oud rivierdal dat door het smeltwater van de laatste ijstijd gevormd is. Minsk werd in het begin gesticht op de heuvels, maar in de 20e eeuw groeide de stad en breidde het zich uit tot de relatief vlakke gebieden in het zuidoosten. De westelijke delen van de stad zijn voornamelijk heuvelachtig.
Minsk ligt in een gebied met gemengd bos, hetgeen kenmerkend is voor Wit-Rusland. Aan de rand van de stad liggen naaldbossen en gemengde bossen, vooral in het noorden en het oosten. Enkele van deze bossen zijn omgevormd tot parken, zoals het Chelyuskinites Park.
Minsk heeft een gematigd klimaat dankzij zijn ligging tussen de sterke invloed van de vochtige lucht van de Atlantische Oceaan en de droge lucht van de Euraziatische landmassa. Het weer is instabiel en veranderlijk. De gemiddelde temperatuur in januari is -6,1 °C terwijl de gemiddelde temperatuur in juli 17,8 °C bedraagt. De laagste temperatuur ooit gemeten was -40 °C op 17 januari 1940 en de hoogste temperatuur ooit was 38 °C op 29 juli 2006. De lucht is vaak vochtig met een vochtigheid van 80 tot 90%, vooral tijdens het koude seizoen. In de herfst en het voorjaar komt geregeld mist voor. De jaarlijkse neerslag bedraagt 646 mm, waarvan een derde tijdens de koude periode valt (als sneeuw en regen) en twee derde tijdens de warme periode. Het gehele jaar door komt de wind meestal uit het westen of noordwesten en brengt deze koele, vochtige lucht van de oceaan.

## Demografie
Op 1 januari 2020 telde de stad Minsk ongeveer 2.020.600 inwoners. Het inwonersaantal is de jaren langzaam maar geleidelijk gestegen. Minsk is de enige regio in Wit-Rusland met een bevolkingstoename, vooral als gevolg van binnenlandse migratie. Zo telde de stad 1,68 miljoen inwoners in 1999 en minder dan 900.000 in het jaar 1970. In 2017 was het geboortecijfer relatief laag en bedroeg 9,9‰. Het sterftecijfer was eveneens laag en bedroeg 8,7‰. De natuurlijke bevolkingsgroei is, in tegenstelling tot de rest van het land, positief en bedroeg +1,2‰.
Bevolkingsontwikkeling van Minsk (in duizenden)
In 1999 vormden de Wit-Russen de grootste bevolkingsgroep met 79%. De grootste minderheid vormen de Russen (16%), gevolgd door kleinere groepen Oekraïners (2%) en Polen (1%). Tevens woonden er nog kleinere groepen Lipka-Tataren, Armenen en Joden. Begin twintigste eeuw vormden de Wit-Russische Joden nog de meerderheid van de bevolking.

## Bestuur
In 1938 werd Minsk verdeeld in drie kleinere administratieve eenheden (rayons of districten), vanwege de snelle bevolkingsgroei. Deze drie districten waren:
- Stalinski (genoemd naar Jozef Stalin). In 1961 hernoemd tot Zavodzki (het Fabrieksdistrict) vanwege de grote tractor- en autofabrieken.
- Varashylauski (naar Voroshilov). In 1961 hernoemd tot Savetski (het Sovjetdistrict)
- Kahanovichski (naar Lazar Kaganovitsj). In 1957 hernoemd tot Kastrychnitski (het Oktoberdistrict).

Tegenwoordig zijn er 9 districten:
- Frunzenski, genoemd naar Michail Froenze
- Kastrychnitski, genoemd naar de Oktoberrevolutie
- Leninski, genoemd naar Lenin
- Maskouski, genoemd naar Moskou
- Partyzanski, genoemd naar de Sovjet Partizanen
- Pershamayski, genoemd naar de Dag van de Arbeid
- Savetski, het Sovjetdistrict
- Centralny, het Centrale district
- Zavodzki, het Fabrieksdistrict

## Economie
Minsk is de economische hoofdstad van Wit-Rusland. Het heeft industriële sectoren en een dienstensector ontwikkeld die niet alleen van belang zijn voor de stad, maar voor het gehele land.

### Industrie
Minsk is het belangrijkste industriële centrum van Wit-Rusland. De stad heeft meer dan 250 fabrieken. De industriële ontwikkeling begon in de jaren 1860 en werd vergemakkelijkt door de bouw van de spoorwegen in de jaren 1870. Maar veel van de industriële infrastructuur werd vernietigd tijdens de Eerste Wereldoorlog en vooral tijdens de Tweede Wereldoorlog. Na de laatste oorlog werd de ontwikkeling van de stad gekoppeld aan de ontwikkeling van de industrie, vooral in de R&D-intensieve sectoren. Minsk werd een belangrijke productieplaats voor onder andere vrachtwagens, tractoren, ijskasten, televisies, radio's, fietsen, motors, horloges en metaalverwerkingsapparatuur. Naast de machinebouw en elektronica had Minsk ook textiel, bouwmaterialen en voedselverwerking. Anders dan veel andere steden in het GOS (Gemenebest van Onafhankelijke Staten) en Oost-Europa werd Minsk niet zwaar gedeïndustrialiseerd in de jaren 1990. Ongeveer 40% van de werkende bevolking is werkzaam in de industrie. Meer dan 70% van de geproduceerde goederen wordt geëxporteerd naar het buitenland, voornamelijk naar Rusland en andere leden van het GOS.

### Dienstverlening
Terwijl het huidige economische beleid van de Wit-Russische regering de voorkeur geeft aan een neo-socialistische manier van ontwikkeling, is de dienstensector in Minsk onderontwikkeld. In termen van ontwikkeling van de dienstensector, ligt Minsk niet alleen achter op steden met vergelijkbare grootte en geschiedenis (zoals Warschau, Praag, Kiev en Sofia), maar zelfs op veel kleinere steden (zoals Vilnius, Riga en Tallinn). Een groot deel van de dienstensector wordt door de regering gecontroleerd en laat trage groei zien.
Minsk heeft een aantal universiteiten en andere hoge onderwijsinstellingen. De grootste universiteit is de Wit-Russische Staatsuniversiteit. Zie de lijst van hogeronderwijsinstellingen in Wit-Rusland voor andere universiteiten in Minsk en de rest van het land.

## Cultuur
Minsk is het belangrijkste culturele centrum van Wit-Rusland. De eerste theaters en bibliotheken werden in de 19e eeuw opgericht. In 2020 heeft de stad circa 11 theaters en 16 musea. Er zijn 20 bioscopen en 139 bibliotheken. De Minsk Arena is een overdekte, multifunctionele arena die sinds 2010 is geopend.

### Kerken
- De orthodoxe kathedraal van de Heilige Geest is feitelijk de voormalige kerk van de cisterciënzers. Zij werd gebouwd in een vereenvoudigde barokstijl in 1642-1687 en onderging renovaties in 1741-1746 en in 1869.
- De Kathedraal van de Maagd (Mariïnskikathedraal) werd gebouwd door de jezuïeten in 1700-1710. Zij kijkt uit op het recent gerestaureerde stadhuis uit de 18de eeuw, gelegen aan de andere kant van het Onafhankelijkheidsplein.
- Twee andere historische kerken zijn de kathedraal van St.-Joseph, vroeger geaffilieerd aan het klooster van de cisterciënzers, gebouwd in 1644-1652 en hersteld in 1983, en de versterkte kerk van Petrus en Paulus, gebouwd in de jaren 1620 en recent gerestaureerd.
- De neoromaanse katholieke Simon en Helenakerk werd gebouwd in 1906-1910, direct nadat de religieuze vrijheden werden afgekondigd in het tsaristische Rusland en de tsaar dissidenten toestond om hun eigen kerk te bouwen.
- De St.-Maria Magdalena is de grootste kerk die tijdens de tsaristische tijd werd gebouwd in de stad.
- De Allerheiligenkathedraal (Minsk) werd recent gebouwd als monument voor de gedachtenis aan de oorlogsslachtoffers.
- Veel orthodoxe kerken in diverse stijlen werden gebouwd na het uiteenvallen van de Sovjet-Unie, hoewel de meeste kerken trouw blijven aan het neo-Russische bestel. Een goed voorbeeld hiervan is het St.-Elisabethklooster uit 1999.

## Openbaar vervoer
Minsk beschikt over een metrosysteem. Het systeem bestaat uit twee lijnen. Ondertussen wordt gewerkt aan een derde lijn die ongeveer van het noorden tot ongeveer het zuiden loopt. De Nationale Luchthaven Minsk is de grootste internationale luchthaven van Wit-Rusland.

## Sport
Dinamo Minsk is de meest succesvolle professionele voetbalclub van Minsk. De club won als enige team uit Wit-Rusland de landstitel van de Sovjet-Unie en werd later meervoudig kampioen van Wit-Rusland. Daarnaast komen FK Minsk en FK Energetik-BGU Minsk eveneens uit op het hoogste niveau.
De ijshockeytak van Dinamo Minsk speelt in de Russische Kontinental Hockey League.
In Minsk staat de overdekte multifunctionele sportaccommodatie Minsk Arena, die onder meer wordt gebruikt voor schaatsen, ijshockey, baanwielrennen en basketbal. In de Minsk Arena werd het EK allround van 2016 geschaatst. Ook was Minsk met deze accommodatie gastheer van de Wereldkampioenschappen baanwielrennen 2013 en het Wereldkampioenschap ijshockey mannen 2014.
De Wereldkampioenschappen biatlon zijn in 1974, 1982 en 1990 in Minsk georganiseerd.

## Stedenbanden
- Bakersfield (Verenigde Staten)[6]
- Bakoe (Azerbeidzjan)
- Detroit (Verenigde Staten)
- Eindhoven (Nederland)
- Jerevan (Armenië)
- Tbilisi (Georgië)
- Belfast (Ierland)
- Ho Chi Minhstad (Vietnam)
- Kathmandu (Nepal)

## Geboren in Minsk
- Lijst van personen uit Minsk

Brest · Homel · Grodno · Mogiljov · Minsk · Vitebsk · Gorod Minsk
Fort Brest · Kertsj · Kiev · Leningrad · Minsk · Moermansk · Moskou · Novorossiejsk · Odessa · Sebastopol · Smolensk · Stalingrad · Toela